# Reinhold Hübner
Reinhold Bruno Fritz Hübner (* 15. Mai 1898 in Berlin; † 1. Januar 1965 ebenda) war ein deutscher Politiker (SPD).
Reinhold Hübner war Landarbeiter und Gewerkschaftssekretär. Da Erna Wiechert Bezirksrätin im Bezirk Wedding wurde, rückte Hübner im Januar 1947 in die Stadtverordnetenversammlung von Groß-Berlin nach, Ende 1948 schied er aus dem Parlament aus. Er war kurzzeitig im Vorstand des Freien Deutschen Gewerkschaftsbundes (FDGB) von Groß-Berlin, wechselte aber 1948 in den Vorstand der Unabhängigen Gewerkschaftsopposition (UGO).